# Галмудуг
Галмудуг (сомал. Galmudug) — штат-член сомалийской федерации (Федеративной Республики Сомали) в центре Сомали. Столица и крупнейший город — Галькайо.
С севера граничит с Пунтлендом, с северо-запада — с Эфиопией, с запада — с автономным сомалийским регионом Хиршабелле. С юго-востока омывается Индийским океаном.
В отличие от Сомалиленда, Галмудуг, так же как и Пунтленд, не стремится к созданию независимого государства, а готов войти в будущее федеративное Сомалийское государство на правах одного из субъектов федерации.

## История

### Создание Галмудуга
До 6 июня 2006 года центральная часть Сомали принадлежала Альянсу полевых командиров. В ходе сражений с марта по июнь 2006 года Союз исламских судов уничтожил Альянс, что позволило им поставить столицу и территорию средней Шабелле целиком под свой контроль. Центральные регионы Сомали, в результате падения Альянса, впервые за 17 лет становятся свободными, что позволяет лидерам клана Сакад провозгласить 14 августа 2006 года суверенитет. Президентом был избран Мохамед Варсаме Али «Kiimiko». Государство было названо Галмудуг (как комбинация названий провинций Галгудуд и Мудуг). Территория Хобьо также входила в состав Галмудуг, но де-факто контролировалась пиратами, которые управляли городами и охотились за судами вдоль побережья.

### Война сСоюзом исламских судов
Отряды СИС вошли в Галмудуг в октябре 2006 года и в течение четырёх месяцев заняли города Хобьо, Харадере, Бандирэдле и Абудвак. Для того, что бы предотвратить захват города Галькайо, северная часть которого принадлежала Пунтленду, в страну были введены совместные Эфиопско-Пунтлендские войска. Коалиции удалось отбить города Бандирэдле и Галинсоор. С 1 января 2007 года Пунтленд и Эфиопия начали выводить войска из страны.

### Переговоры о создании Государства центральных регионов
В 2014 году ведутся многосторонние переговоры под эгидой Федерального правительства Сомали о создании автономного Государства Центральных регионов, в которое войдёт Галмудуг, Химан и Хеб и Ахлу-Сунна валь-Джамаа. 30 июля 2014 года Федеральное правительство во дворце Вилла Сомали в Могадишу
официально одобрило проект нового государства, при этом присутствовали президент Сомали Хасан Шейх Махмуд, премьер-министр Сомали и представители ООН, Европейского Союза, Африканского Союза, IGAD и АМИСОМ. При этом были созданы комитеты, призванные обеспечить формирование новой государственной администрации и проведения соответствующих консультаций в регионах Мудуг и Галгудуд. Государство должно подчиняться Федеральной Конституции Сомали.
31 июля 2014 администрация Пунтленда заявило о непризнании положения о Государстве центральных регионов, утверждая, что это будет противоречить основополагающим параграфам Федеральной Конституции Сомали и угрожает северным районам провинции Мудуг, которые входят в Пунтленд. При этом Пунтленд отозвал своих представителей в центральном правительстве Сомали для консультаций.
9 августа представители ООН, Европейского Союза, Африканского Союза, IGAD выпустили совместное обращение, которое заверяло администрацию Пунтленда, что новое Государство центральных регионов не будет претендовать на территорию, находящуюся под юрисдикцией Пунтленда, и что положение о новом государственном образовании касается только Галгудуда и Галмудуга; Северный Мудуг рассматривается при этом как составная часть государства Пунтленд. 24 августа 2014 года спикер парламента Сомали Мохамед Осман Джавари объявил о начале переговоров между федеральным правительством и Путлендом по данному вопросу.
14 октября 2014 года в Гарове трёхдневная конференция согласовала соглашение между федеральным правительством и Путлендом из 12 пунктов, в котором детализировались территории Галгудуда а Мудуга под контролем государств Галмудуг и Химан и Хеб, которые должны войти в новое государство.
25 декабря 2014 года в преддверии конференции в Ададо по созданию Государства центральных регионов было создано шесть комитессий — техническая, конституционная, согласовательная, по безопасности, протоколу и супервизии, по мобилиации и по аккомодации делегатов и гостей.

## Отношения сПунтлендом
Отношения между Галмудугом и Пунтлендом были напряженными. Тем не менее, в последнее время две страны сделали шаг к укреплению межрегиональных связей. С этой целью представители двух автономных администраций подписали соглашение февраля 2011 года в Гароуэ, столице Пунтленда, где оба правительства официально договорились о сотрудничестве по вопросам безопасности, экономическим и социальным вопросам.

## Герб Галмудуга
Герб Галмудуга почти идентичен сомалийскому национальному гербу, с дополнением венка вокруг герба Сомали — символ мира и ленты внизу с надписью GMS сокращение от Галмудуг (Galmudug).